# Oplonia
Oplonia es un género de plantas con flores perteneciente a la familia Acanthaceae. El género tiene 21 especies de hierbas descritas y de estas, solo 11 aceptadas.

## Taxonomía
El género fue descrito por  Constantine Samuel Rafinesque y publicado en Prodromus Florae Novae Hollandiae 480–481. 1810. La especie tipo es: Oplonia spinosa Raf. 

## Especies
| - Oplonia acicularis - Oplonia acuminata - Oplonia acunae - Oplonia armata - Oplonia cubensis - Oplonia grandiflora - Oplonia hutchisonii - Oplonia jamaicensis - Oplonia jujuyensis - Oplonia linifolia - Oplonia microphylla | - Oplonia minor - Oplonia moana - Oplonia multigemma - Oplonia nannophylla - Oplonia polyece - Oplonia puberula - Oplonia purpurascens - Oplonia spinosa - Oplonia tetrasticha - Oplonia vincoides |